# Mariblanca Sabas Alomá
Mariblanca Sabas Alomá (10 de febrero de 1901–19 de julio de 1983) fue una feminista, periodista, y poetisa cubana. También se desarrolló como activista, fue una Ministro sin cartera en el gobierno cubano de Carlos Prío Socarrás. Sus escritos se dedicaron a la causa de los derechos de la mujer, en particular del derecho al voto. Fue la segunda mujer ministro en Cuba.

## Primeros años
Era aborigen de Santiago de Cuba. Sus progenitores eran Francisco Sabas Castillo y Belén Alomá Ciarlos. Estudió en la Universidad de La Habana, Columbia University y en la Universidad de Puerto Rico. Fue miembro fundante de Grupo Minorista, también sirvió como presidenta del Partido Demócrata Sufragista (enlace roto disponible en Internet Archive; véase el historial, la primera versión y la última)., y editora de La Mujer. 
Escribió columnas en varios periódicos de izquierda, como Social, y Carteles. Para Carteles, realizó una serie de artículos acerca de la homofobia, en 1928; y además sobre la homosexualidad femenina, identificando al lesbianismo como una enfermedad social. También escribió para Bohemia, y Avance (entre los 1920s-1930s), y fundó la revista Astral (1922). En 1923, su poética ganó dos medallas doradas, en los Jeugos Florales de Santiago de Cuba. En 1919, a continuación del deceso de sus padres, se mudó a La Habana. En 1923, Sabas Alomá asistió al primer Congreso Nacional de Mujeres de Cuba.

"Considero que es un honor haber sido encarcelada por luchar por el bien de mi país. Y algunas de las mejores personas en Cuba estaban en la cárcel en ese momento, así que estaba en buena compañía." (1949)

## Últimos años
Después de haber trabajado para varios periódicos y revistas entre 1924 a 1927, se tomó tiempo libre de su carrera periodística para realizar estudios de literatura en México, en EE. UU. en la Columbia University, y en la Universidad de Puerto Rico. A su regreso a La Habana, fue contratada para trabajar regularmente en Carteles. Su escritura era crítica de la burguesía (la élite social) y los consideraba como una contribución al sufrimiento de la mayoría de las mujeres. Así se le dio el epíteto de "Feminista Roja" por sus escritos en Carteles, y en Bohemia debido a su fuerte perspectiva feminista y sus puntos de vista de izquierda. En sus escritos, protestaba contra los estereotipos de las feministas, defendió la desnudez, rechazó el elitismo, y abogó por la revisión radical de las categorías de masculinidad y de feminidad.
En el año 1949, se desempeñó como ministra sin cartera en el gobierno de Carlos Prío. Mariblanca Sabas Alomá se opuso al golpe de Estado en Cuba de 1952 de Fulgencio Batista. Al criticar la dictadura de Batista, ya no pudo trabajar en los medios de comunicación cercanos al nuevo régimen, y fue detenida varias veces. Se jubiló en 1958. Después del triunfo de la Revolución Cubana en 1959, ella apoyó esta y reasumió su trabajo de periodista. Participó en la fundación de la Unión de Escritores y Artistas de Cuba (UNEAC) en 1962, Comités de Defensa de la Revolución (CDR), y las Milicias Nacionales Revolucionarias. En 1961 fue vicecoordinadora del Frente Revolucionario de Periodismo de La Habana. Fue redactora de importantes publicaciones cubanas hasta 1968, como Bohemia, El País, Excelsior, El Mundo, y Avance. En 1966 recibió un premio periodístico de la Central de Trabajadores de Cuba (CTC). Mariblanca falleció en La Habana en 1983.